# Columbus California
Die Columbus California wurde wie die Columbus Canada (ex Walküre) von der Bauwerft Orenstein & Koppel aus dem Stückgutschiff Rheingold zu einem Kühlcontainerschiff umgebaut. Die Schwesterschiffe Columbus Coromandel, Columbus Caribic und Columbus Capricorn der Cosima Reederei entstanden dagegen gleich als Containerschiff und wurden nach der Ablieferung an die Hamburg-Süd verchartert.

## Beschreibung

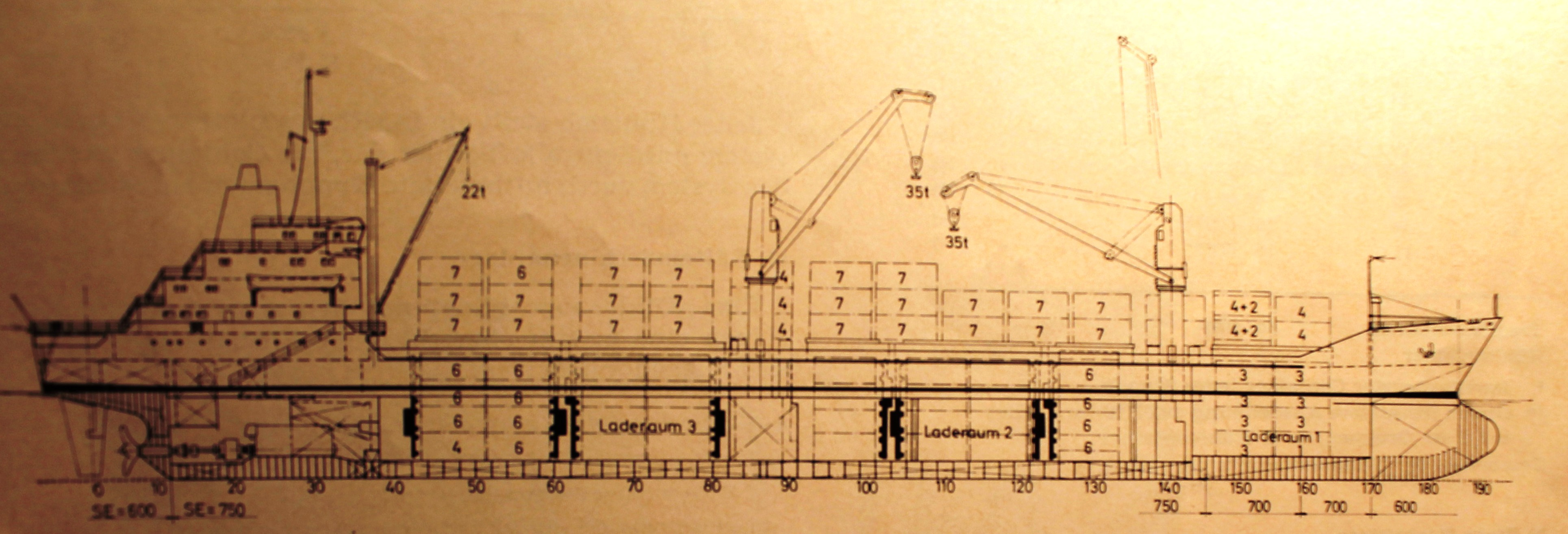
Generalplan der Columbus California

Das Semi-Containerschiff Rheingold der Werft Orenstein & Koppel vom Typ MPF-12 wurde Anfang  1972 ursprünglich als Zwischendecker gebaut, hatte mit einer Länge von 143,8 m, Breite von 21,5 m ein Leergewicht von 4.700 t und wurde mit 8.350 BRT vermessen. Als Volldecker mit 8,32 m Tiefgang hatte die Rheingold eine Tragfähigkeit von 12.478 tdw.
Das Ladegeschirr war für Stückgut, Container und Schwergut ausgelegt und mit dem Stülcken-35t-Geschirr konnte gekoppelt Schwergut bis 70 t bewegt werden. Es war vor den Aufbauten, die ganz hinten angeordnet waren, eingebaut. Das Schiff wurde vom Germanischen Lloyd mit GL + 100 A 4 + MC 16/24 „verstärkt für Schwergutladung“ klassifiziert.

## Umbau zu Kühlcontainerschiffen
In dieser frühen Zeit der Containerschifffahrt wurden Containerschiffe mit mehr als 50 TEU Kühlcontainerkapazität als Kühlcontainerschiffe bezeichnet. Der Umbau erfolgte aufgrund der Vercharterung an die Hamburg-Süd und dabei entstand aus dem Semi-Containerschiff Rheingold das Vollcontainerschiff Columbus California für die Columbus-Linie von Australien/Neuseeland zur US-Ost und Westküste. Für diese Rundreise benötigte die Columbus California rund 55 Tage. Das Besondere an diesem Dienst waren die Kühlstäbe von Grünzweig + Hartmann (G+H) für 132 Porthole-Kühlcontainer, die nachträglich in die Laderäume eingebaut wurden. Dazu wurden die Zwischendecksluken entfernt und in allen Luken Zellenführungen eingebaut. Die vorhandenen Faltlukendeckel hatten eine ausreichende Festigkeit für die Container an Deck. Außerdem erfolgte der Einbau des schiffsfesten Container-Kühlsystems (Porthole-System) mit den Kältemaschinenanlagen, Kaltluft-Erzeugungs- und Verteilsystem (Kühlstäbe), der beweglichen Kupplungen zwischen den Containern und Kühlstäben, sowie der Regeleinrichtungen und Datenverarbeitungsanlage zur Erfassung der Kühltemperaturen. Als Container-Kühlsystem wurde das Conair-System mit vertikaler Anordnung der Kühlstäbe gewählt. Es ist ein dezentrales direktverdampfendes System mit Verdampfern in den Kühlstäben und dezentraler Aufstellung der Kältemaschinen und Kondensatoren in den Unterstaubereichen zwischen den Luken.